# Шевченко, Борис Алексеевич
Борис Алексеевич Шевченко (13 марта 1920, Одесса — 9 августа 2012, Одесса) — слесарь Одесского завода сельскохозяйственного машиностроения им. Октябрьской революции. Герой Социалистического Труда.

## Биография
Родился 13 марта 1920 года в городе Одесса. Украинец. В 1934 году окончил училище при Одесском заводе имени Октябрьской революции, стал работать слесарем-ремонтником механического цеха.

В июне 1940 года был призван в Красную Армию и направлен на Черноморский флот. Службу проходил в артиллерийском расчете в экипаже крейсера «Красный Кавказ». 

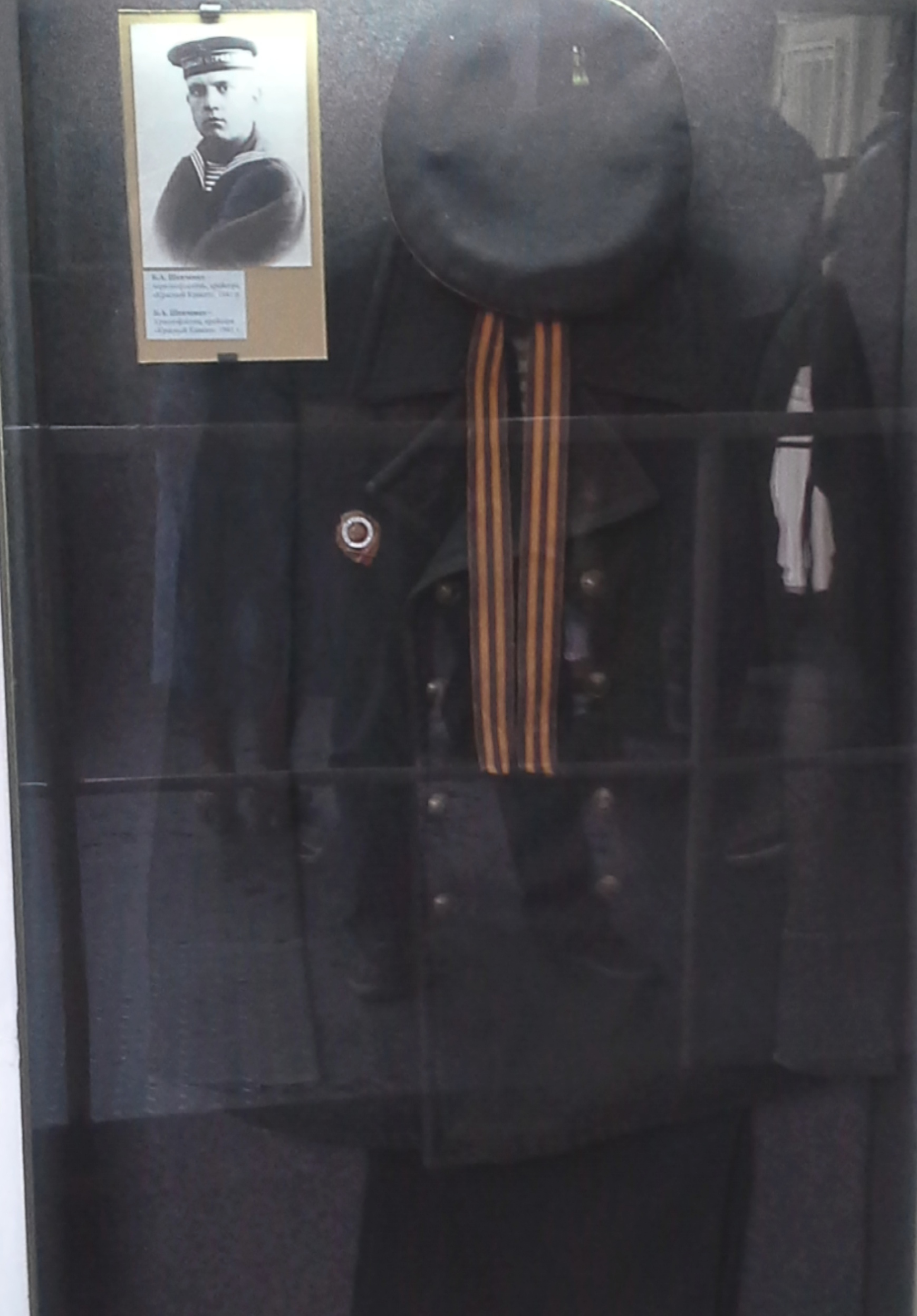
Личные вещи Б. А. Шевченко в фондах Одесского историко-краеведческого музея

 С первых дней участвовал в боях Великой Отечественной войны. Участвовал в обороне Одессы и обороне Севастополя, участвовал в боевых операциях — артобстрелах позиций противника, конвоировании транспортов, доставлявших войска и снаряжение.
Борис Шевченко был награждён за героизм, проявленный в годы войны, двумя орденами Отечественной войны II степени, медалями Нахимова, «За оборону Одессы», «За оборону Севастополя», «За оборону Кавказа», «За победу над Германией». Удостоен и нагрудного знака «Отличный артиллерист».
После демобилизации в 1947 году старшина второй статьи Борис Шевченко вернулся на родной завод. Завод наращивал выпуск плугов и другой сельскохозяйственной техники. Своё профессиональное мастерство, рационализаторские навыки Б. Шевченко передавал новичкам. Бригаду его иначе как «рабочей академией».
Указом Президиума Верховного Совета СССР от 5 августа 1966 года за особые заслуги в выполнении заданий семилетнего плана и достижение высоких производственных показателей Шевченко Борису Алексеевичу присвоено звание Героя Социалистического Труда с вручением ордена Ленина и золотой медали «Серп и Молот».
Продолжал работать на родном заводе и после выхода на пенсию в 2007 году. Общий трудовой стаж Бориса Шевченко составил 73 года.
Жил в Одесса. Скончался 9 августа 2012 года.

## Награды
Награждён орденом Ленина, двумя орденами Отечественной войны 2-й степени, орденом «Знак Почёта», медалями. Почётный гражданин Одессы.